# Alberto Moreno (cantante)
Alberto Moreno, cuyo nombre real era Benjamín Eleuterio Garateguy Casco (Flores, 18 de abril de 1915 - Montevideo, 27 de julio de 1990) fue un cantor de folklore uruguayo.

## Biografía

### Primeros años
Nació en la 6.ª sección del departamento de Flores y cursó sus estudios primarios en la ciudad de Trinidad. Ya cantaba a la temprana edad de 5 años y existe un registro fotográfico en el que figura integrando uno de los circos itinerantes que recorrían en interior del país.
De muy joven recorrió con su canto fiestas privadas típicas del campo como por ejemplo yerras, carneadas y cumpleaños.

### Carrera profesional
Posteriormente se radica en Montevideo, donde comienza a participar en espectáculos de estilo en la época, hasta que accede a las primeras actuaciones en radio realizadas por aquel entonces en vivo. Cuando accede a radio Sarandí alguien le sugiere comenzar a utilizar el seudónimo «Alberto Moreno» por el cual fue reconocido en el medio artístico a partir de ese momento. Se presentó en varias oportunidades en las fonoplateas de radio Carve y El Espectador entre otras muchas radios en las cuales brindó espectáculos.
Los guitarristas más destacados que lo acompañaron artísticamente en su carrera fueron Uruguay Zabaleta, Julio Fontela, Pizzo, Aguilar, Mario Núñez Iordi, Olivera y López, Alberto Larriera, Hilario Pérez y Ciro Pérez entre otros.
Integró la Cruzada Gaucha, primero como Benjamin Garateguy y a la siguiente como Alberto Moreno.
En la época de más importante de su carrera recorrió Argentina con su guitarra y el sur de Brasil.

### Vida privada
En la actividad privada, comenzó como obrero de Ancap en el barrio de La Teja y posteriormente trabajó como funcionario administrativo.
Tuvo cuatro hijos: Benjamín Alberto, Daniel, Carlos Ernesto y Marta Lilián, siendo los tres últimos fruto de su matrimonio con Genoveva Pérez.
A petición suya, fue enterrado en Flores, en el panteón de uno de sus hermanos, en la ciudad de Trinidad. La Intendencia de Flores le hizo un homenaje en el curso del que se le puso su nombre a un escenario de la localidad de Andresito.

## Discografía
- Así canta un oriental (reseña de M. A. García. N.º 10067)
- Cantares para mi tierra oriental (N.º 10139)
- Alberto Moreno (reseña de Julio César da Rosa. N.º 10165)
- Patria y tradición (reseña de M. A. García. N.º 10086)
- El retorno de Alberto Moreno (N.º 8077)

- Datos: Q2877419